# Trehörningen (Ramdala socken, Blekinge)
Trehörningen är en sjö i Karlskrona kommun i Blekinge och ingår i Lyckebyåns huvudavrinningsområde. Sjön har en area på 0,125 kvadratkilometer och ligger 70,8 meter över havet.

## Delavrinningsområde
Trehörningen ingår i det delavrinningsområde (623815-149834) som SMHI kallar för Utloppet av Älmtasjön. Medelhöjden är 76 meter över havet och ytan är 15,5 kvadratkilometer. Det finns inga avrinningsområden uppströms utan avrinningsområdet är högsta punkten. Lillån som avvattnar avrinningsområdet har biflödesordning 2, vilket innebär att vattnet flödar genom totalt 2 vattendrag innan det når havet efter 14 kilometer. Avrinningsområdet består mestadels av skog (66 %), öppen mark (12 %) och jordbruk (11 %). Avrinningsområdet har 0,77 kvadratkilometer vattenytor vilket ger det en sjöprocent på 5 %.